# Anna Stetsenko
Anna Oleksandrovna Stetsenko (en ukrainien : Анна Олександрівна Стеценко), née le 18 avril 1992 à Soledar (Ukraine), est une nageuse handisport ukrainienne spécialiste de la nage libre, du dos et du 4 nages concourant dans la catégorie S13 pour les déficients visuels.